# كريس غرين
كريس غرين (بالإنجليزية: Chris Green)‏ (1 أكتوبر 1993 في جنوب أفريقيا - ) هو لاعب كريكت أسترالي. لعب مع Lahore Qalandars ‏ وفريق جنوب ويلز الجديد للكريكت ‏ وSydney Thunder ‏.

## وصلات خارجية
- كريس غرين على موقع إي آس بي آن كريك إنفو (الإنجليزية)